# وولودیمر سیدورنکو
وولودیمر سیدورنکو (اوکراینی: Володимир Сидоренко؛ زادهٔ ۲۳ سپتامبر ۱۹۷۶) بوکسور اهل اوکراین است.